# Дибровка (Чудновский район)
Дибровка (укр. Дібрівка) — село на Украине, находится в Чудновском районе Житомирской области.
Код КОАТУУ — 1825885203. Население по переписи 2001 года составляет 247 человек. Почтовый индекс — 13252. Телефонный код — 4139. Занимает площадь 0,9 км².

## Адрес местного совета
13250, Житомирская область, Чудновский р-н, с. Малая Волица, ул. Бердичивская, 1